# Shine (cântec de Sofia Nijaradze)
„Shine” (engleză pentru Strălucește) este un cântec compus de Hanne Sørvaag, Harry Sommerdahl și Christian Leuzzi și interpretat de Sofia Nijaradze, care a reprezentat Georgia la Concursul Muzical Eurovision 2010. Cântecul a fost ales pe 27 februarie 2010 dintre 6 cântece, toate cântate de Nijaradze, cu ajutorul televoturilor și al unui juriu profesionist.
Aceasta este a treia piesă concurentă la Eurovision compusă de Hanne Sørvaag, fiind și textiera cântecului german din 2008, „Disappear”, și a cântecului Norvegiei din 2010, „My Heart Is Yours”, interpretată de Didrik Solli-Tangen.